# Marcellus (Heermeister)
Marcellus war ein spätantiker römischer Heermeister (magister militum) im 4. Jahrhundert n. Chr.
Marcellus stammte laut dem Historiker Ammianus Marcellinus, unserer wichtigsten Quelle für diese Zeit, aus Serdica, dem heutigen Sofia. Er diente unter Kaiser Constantius II. und wurde im Jahr 356 zum magister equitum in Gallien ernannt, wo er zunächst noch von dem Heermeister des Ostens, Ursicinus, unterstützt wurde. Constantius hatte dort seinen Verwandten Julian als Caesar eingesetzt, doch offenbar bestanden zwischen Julian und seinen Generälen Meinungsverschiedenheiten über die Kommandostrukturen. Julian konnte dennoch einige Erfolge gegen die Alamannen verbuchen und zog sich Ende 356 nach Senonae ins Winterquartier zurück, während Marcellus mit der Hauptstreitmacht in der Nähe lagerte. 
Als die Alamannen überraschend angriffen und Senonae belagerten, weigerte sich Marcellus, Julian zur Hilfe zu kommen. Der Grund dafür kann vielleicht im verletzten Stolz des Generals bestanden haben, der womöglich Julians Eigensinnigkeit übelnahm und neidisch auf dessen Erfolge war. Julian konnte die Alamannen jedoch auch ohne die Verstärkungen zurückschlagen. Als Constantius II. von Marcellus’ Verhalten erfuhr, löste er ihn ab und ernannte stattdessen den General Severus zum neuen Heermeister. Offenbar war Constantius bestrebt, Julian jede mögliche Unterstützung zukommen zu lassen, was nicht so recht zum teils in den Quellen gezeichneten Bild passt, Constantius habe Julian oft behindern wollen und ihn um seine Siege beneidet. Dem Kaiser ging es vielmehr und in erster Linie um die Sicherung Galliens.
Marcellus erhob derweil schwere Anschuldigungen gegen Julian, die jedoch folgenlos blieben. Als Julian Ende 361 nach dem Tod Constantius’ und dem nur dadurch verhinderten Bürgerkrieg Kaiser wurde, intrigierte der Sohn des Marcellus gegen Julian und wurde deshalb hingerichtet. Marcellus selbst, der vielleicht Repressalien befürchtete, wurde jedoch verschont. Über sein weiteres Leben ist nichts bekannt.  
Wichtigste Quelle ist das 16. Buch des Ammianus Marcellinus.